# ایوان دیچفسکی
ایوان دیچفسکی (بلغاری: Иван Дичевски؛ زادهٔ ۲۴ آوریل ۲۰۰۱) بازیکن فوتبال اهل بلغارستان است.